# Paralisi nel sonno

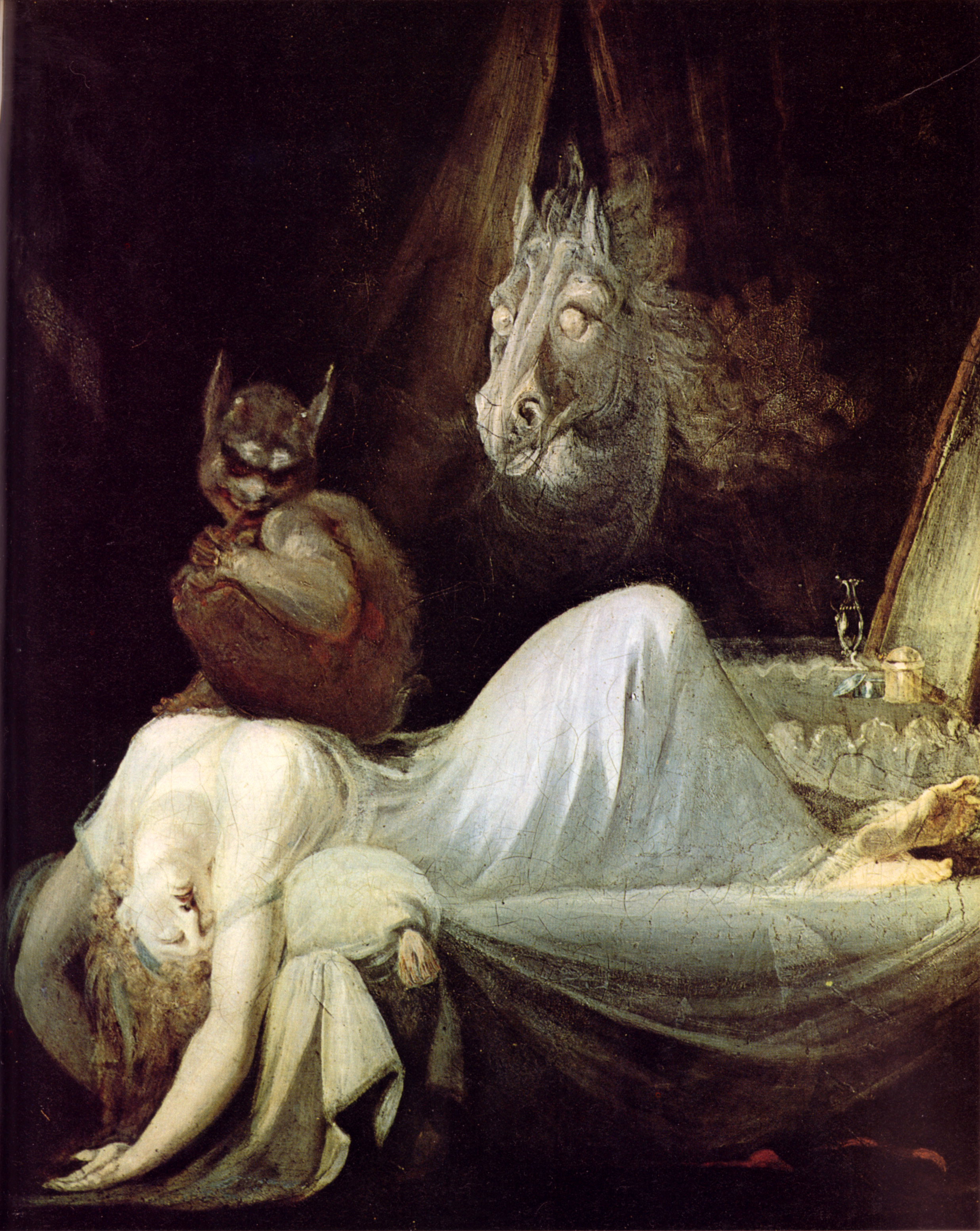
L'Incubo, dipinto di Johann Heinrich Füssli (1781), che rappresenta un'illusione ipnagogica.

La paralisi nel sonno, detta anche paralisi ipnagogica, è uno stato fisiologico normale di paralisi dei muscoli scheletrici che avviene regolarmente durante le fasi del sonno sebbene ne siamo generalmente del tutto incoscienti. Il fatto di risvegliarsi temporaneamente in questo stadio, senza sapere di cosa si tratti, per la sua eccezionalità può creare notevole ansia o spavento, sebbene questo disturbo duri molto poco, di solito al massimo 2 minuti dal risveglio o pochi secondi prima di addormentarsi, ma mai per un tempo oggettivamente lungo, sebbene la percezione di chi ne fa esperienza possa fornire l'impressione di una durata notevolmente maggiore.

## Descrizione
Normalmente, la paralisi inizia con una sensazione di formicolio che attraversa il corpo, arrivando fino alla testa, per poi paralizzare gli arti. Spesso la "vittima" di tale paralisi prova a gridare per chiedere aiuto, riuscendo al massimo a sussurrare debolmente e provando la sgradevole sensazione di sentire la propria voce soffocata da qualcosa di anomalo. 
Le paralisi nel sonno vanno distinte dalle illusioni ipnagogiche con le quali però possono accompagnarsi causando sensazioni particolarmente vivide e talvolta terrificanti. Le illusioni ipnagogiche non sono "irreali" come ciò che vediamo durante la fase REM: essendo una fase di transizione fra il sonno e la veglia, tendono ad illuderci di essere svegli.

## Cause
Questo stato di paralisi è dovuto alla persistenza del normale stato di atonia di solito inconscio che i muscoli presentano durante il sonno ed è causato dal risveglio della coscienza in questa fase del sonno, dunque il soggetto riesce spesso a vedere e sentire chiaramente ciò che lo circonda pur essendo impossibilitato a muovere i muscoli scheletrici. Ciò solitamente la prima volta incute terrore e angoscia nell'individuo affetto dal disturbo. Le cause più comuni sono: mancanza di riposo, stress e ritmi di sonno irregolari.
Dal punto di vista fisiologico, la paralisi, che interessa tutti i muscoli del corpo, è causata dall'aumento dell'attività gabaergica nella formazione reticolare pontina, che inibisce le cellule dei nuclei della colonna dorsale riducendo la risposta a stimoli sensoriali somatici, inibendo così i motoneuroni inferiori (colinergici), il che impedisce di attuare i movimenti che compiamo in sogno e, nonostante la persona in cui il disturbo si manifesta sia del tutto cosciente, riesce a compiere pochissimi movimenti, in certi casi solo il movimento degli occhi, della lingua o alcuni lievissimi movimenti degli arti; durante le paralisi a volte si verificano problemi respiratori.
Durante ogni fase REM (per 4/5 periodi ogni notte, dunque, e per un totale di tempo che va dalle 8 ore dei neonati ai circa 45 minuti a 70 anni) i grossi muscoli scheletrici (salvo il diaframma e altri muscoli coinvolti nella respirazione) sono paralizzati. Probabilmente, questa paralisi ha la funzione di difendere l'individuo dai movimenti inconsulti provocati dal sogno. Perciò il periodo di paralisi durante il sonno è normale. Ciò che è insolito è l'associazione di questo ad uno stato cosciente della mente.
Secondo una metanalisi del 2011 il 7,6% della popolazione ha sperimentato almeno una volta nella vita un risveglio nella paralisi del sonno.